# جيريمي مورلي
جيريمي مورلي (20 أكتوبر 1950 - )  (بالإنجليزية: Jeremy Morley)‏ هو لاعب كريكت بريطاني.